# Aleksander Knavs
Aleksander Knavs (Maribor, 1975. december 5. –), szlovén válogatott labdarúgó.
A szlovén válogatott tagjaként részt vett a 2000-es Európa-bajnokságon és a 2002-es világbajnokságon.

## Sikerei, díjai
Olimpija Ljubljana
- Szlovén bajnok (2): 1993–94, 1994–95
- Szlovén kupagyőztes (1): 1995–96

Tirol Innsbruck
- Osztrák bajnok (2): 1999–2000, 2000–01

Red Bull Salzburg
- Osztrák bajnok (1): 2006–07